# Lignières (Cher)
Lignières település Franciaországban, Cher megyében. Lakosainak száma 1325 fő (2022. január 1.). Lignières La Celle-Condé, Ineuil, Montlouis, Saint-Hilaire-en-Lignières és Touchay községekkel határos.

## Népesség
A település népességének változása:
| Lakosok száma | 1831 | 1829 | 1650 | 1537 | 1411 | 1378 | 1355 | 1358 | 1358 | 1325 |
|               | 1968 | 1982 | 1990 | 2006 | 2013 | 2015 | 2017 | 2019 | 2020 | 2022 |